# كلثوم بوعسرية
كلثوم بوعسرية عداءة ألعاب قوى مغربية، ولدت يوم 23 غشت 1982 بآسا الزاك، وهي متخصصة في سباقات المسافات المتوسطة والطويلة 3000 متر موانع و1500 متر و3000 متر.

## إنجازاتها
أولمبياد لندن 2012
| كلثوم بوعسرية | 3000 متر موانع | — | — | — | — | 9:58.77 | 10 | أقصيت في نصف النهاية | أقصيت في نصف النهاية | أقصيت في نصف النهاية | أقصيت في نصف النهاية |

## أرقام شخصية
| المسابقة       | الرقم   | المكان | السنة |
| -------------- | ------- | ------ | ----- |
| 1500 متر       | 4:10.01 | مراكش  | 2011  |
| ا3000 متر      | 8:56.99 | الرباط | 2011  |
| 3000 متر موانع | 9:40.69 | الرباط | 2012  |

## وصلات خارجية
- كلثوم بوعسرية على موقع الاتحاد الدولي لألعاب القوى (الإنجليزية)
- كلثوم بوعسرية على موقع اللجنة الأولمبية الدولية (الإنجليزية)
- كلثوم بوعسرية على موقع أوليمبيديا (الإنجليزية)